# Introjekce (psychologie)
Introjekce je v psychoanalýze přesun z vnějšku do nitra, přeměna zevní zkušenosti ve zkušenost vnitřní. Je jedním z internalizačních mechanismů (identifikace, introjekce a inkorporace). Podle Freuda má svůj vzor v přijímání potravy.
Introjekce může zmenšovat separační úzkost, je součástí truchlení a jedním z mechanismů, jež se uplatňují při rozvoji deprese (melancholie). Výsledná duševní struktura se nazývá introjekt nebo introjikovaný objekt či vnitřní objekt. Za primitivnější formu internalizace je považovaná orální inkorporace, za zralejší formu potom identifikace.